# Alef Poh-ji
Alef Poh-ji (tiếng Thái: อาลีฟ เปาะจิ, sinh ngày 13 tháng 4 năm 1987), hoặc còn được biết với tên đơn giản Lef (tiếng Thái: ลีฟ) là một cầu thủ bóng đá người Thái Lan thi đấu ở vị trí tiền vệ cho câu lạc bộ tại Thai League 3 Phrae United.

## Danh hiệu

### Câu lạc bộ
Thai Port
- Cúp Hiệp hội Bóng đá Thái Lan
  -  Vô địch (1): 2009
- Cúp Liên đoàn Bóng đá Thái Lan
  -  Vô địch (1): 2010

Buriram
- Giải bóng đá hạng nhất quốc gia Thái Lan
  -  Vô địch (1):  2011